# تقی‌آباد (گرگان)
تقی‌آباد، روستایی است از توابع بخش بهاران شهرستان گرگان در استان گلستان ایران.

## جمعیت
این روستا در دهستان قرق قرار داشته و براساس سرشماری سال ۱۳۸۵جمعیت آن ۱٬۹۱۲نفر (۴۸۱خانوار) بوده است.